# Johan Albert Kantzow (1788–1868)

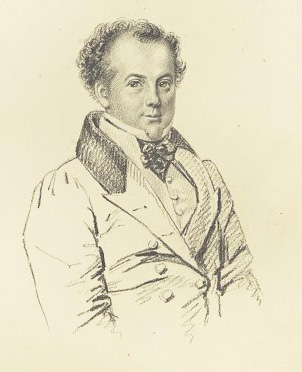
Johan Albert Kantzow. Teckning av Maria Röhl (1835).

Johan Albert Kantzow, född 2 januari 1788 i Lissabon, död 19 juli 1868 i Sättersta församling, Södermanland, var en svensk friherre, grosshandlare och riksdagsman.

## Biografi
Tillsammans med Christian Fredrik Biel bildade Kantzow grosshandelsfirman Kantzow & Biel i Stockholm 1808 och fick därefter burskap som grosshandlare den 11 april 1809. Han var efter Biels död ensam innehavare av firman 1836–1841 och tillsammans med delägare 1841–1847. Kantzow deltog i samtliga riksdagar mellan 1828 och 1860. Han var ledamot av bevillningsutskottet i riksdagen 1834–1835 och av konstitutionsutskottet i riksdagen 1840–1841.
Kantzow var son till diplomaten, friherre Johan Albert Kantzow och Lucia Alicia Grosett. Vid faderns död 1825 blev han själv friherre.